# Metius (cratère)
Metius est un cratère lunaire situé à la limite de la face visible de la Lune. Il se trouve à côté du cratère Janssen. Il touche la bordure sud-est du cratère Fabricius. À l'ouest se trouve le cratère Brenner. À l'Est se trouve le cratère Rheita et entre le cratère Rheita et Metius, apparaît la vallée lunaire Vallis Rheita.
En 1935, l'Union astronomique internationale lui a attribué le nom de Metius en l'honneur de l'astronome néerlandais Metius.

## Cratères satellites
Par convention, les cratères satellites sont identifiés sur les cartes lunaires en plaçant la lettre sur le côté du point central du cratère qui est le plus proche de Metius.
| Metius | Latitude | Longitude | Diamètre |
| ------ | -------- | --------- | -------- |
| B      | 40.1° S  | 44.3° E   | 14 km    |
| C      | 44.2° S  | 49.1° E   | 11 km    |
| D      | 42.6° S  | 48.4° E   | 11 km    |
| E      | 39.7° S  | 42.8° E   | 6 km     |
| F      | 39.1° S  | 42.9° E   | 8 km     |
| G      | 40.3° S  | 45.3° E   | 9 km     |